# Kayu Mbelin
Kayu Mbelin is een bestuurslaag in het regentschap Aceh Tenggara van de provincie Atjeh, Indonesië. Kayu Mbelin telt 527 inwoners (volkstelling 2010).